# うるまの島
うるまの島（うるまのしま、うるま）は、沖縄県の雅称。宇流麻とも当て字される。

## 概要
「島の名」としての用語の初出は、平安時代の歌人藤原公任の千載集に載せられた歌、「おぼつかなうるまの島の人なれやわが言の葉を知らず顔なる（心もとないことだ。うるまの島の人だからだろうか、わたしの贈った和歌に知らぬ顔をしているのは）」とされる。
この場合「うるまの島の人のここに放たれて来てここの人の物言ふを聞きも知らでなんあるといふ頃返事せぬ女に遣はしける（うるまの島の人が日本に漂流してきて、日本人の言葉を聞いてもわからないでいるという評判の頃に、返歌をしない女に送った歌）」と前書されてあり、ここでの「うるま」が朝鮮半島の鬱陵島（ウルルンド）であることは、すでに明治時代中期には佐々木弘綱・佐佐木信綱父子が朝鮮半島の属島と明記し、後述の古典籍の記述からも、古典文学、和歌研究者の間での定説となっている。
『大日本史』（巻234）によれば、【藤原行成の『権記』に寛弘元年（1004年）高麗人の因幡漂着が記述され、『本朝麗藻』によれば食料を与え帰国させたとあり、この漂流者は『大納言公任集』によれば新羅宇流麻島人で、『東国通鑑』では芋陵島人である（本朝麗藻では「迂陵島」）】と記述されている。日本語の通用しない相手としての「うるま」としては、同じく平安時代の『狭衣物語』にも「こはいかにとよ うるまの島の人とも覚え侍るかな（どうしたものか、言葉の通じないうるまの島の人のようにこちらの心が通じない）」と使われている。
『千載集』（1188年）に採択される前に編纂された私家版の『公任集』（1041年頃）の詞書（前書）には「しらぎのうるまの島の人」とあるものが、千載集では国名が省略されてしまったため、これが後に何処とも知れぬ辺境の異邦人の島の代名詞となり、異郷の島の呼び名となった。
なお、「うるま」の言葉自体は藤原仲文の歌、「ゆきかよひ定めがたさは旅人の心うるまのわたりなりけり」が初めとされるが、こちらは美濃の宇留間（岐阜県各務原市鵜沼）のことである
。
室町時代には、当時の琉球国が室町幕府に遣使し本土との交易を行ったころから、辺境の島としての「うるま」が沖縄を指すようになった。文献上は宗碩の連歌用語辞典『藻塩草』（1513年頃）に「宇留間島（非日本か一説をきなふを云と）」とあるのが最古である。安土桃山時代に里村紹巴が『狭衣物語』の注釈書『下紐』に「琉球をうるまの島と云と也」と書いてこれが定着したものと考えられ、江戸時代前期に成立した和歌用語辞典『和歌呉竹集』には「うるまのしま国 又うるまの国ともいふ 琉球国の事也」と明記されている。連歌用語辞書『匠材集』（1597年）では「うるまの國 りうきうなり」、「うるまのしま えそか嶋也」と沖縄と北海道が並べられ、「言葉の通じない異郷の地」の意味合いで「うるま」という名は認識されていた。
琉球側文献では、古語も多く含まれる古歌謡集『おもろさうし』（1623年）にも「うるま」の記述はない。17世紀末に識名盛命（唐名は毛起龍）が和文体の紀行文『思出草』（1700年）に薩摩と日本本土での琉球の別称として記したことから、琉球人の間でも知られるようになったが、知識人以外の一般への定着はならなかった。
もっとも、江戸時代中から「うるま」と琉球国の関係については疑問が呈されており、『古事類苑』に引用される嘉永3年（1850年）の山崎美成『琉球入貢紀略』では、『下紐』の記述からそう言われているが「うるまは新羅（今の朝鮮なり）の属島にして琉球にはあらず」「うるまは迂陵の韓音なりといへり」と断言されている。
海外においては李氏朝鮮の『海東諸国紀』（1501年）や、中国明朝・清朝の冊封使が遺した『使琉球録』各書などに当時の単語・会話文が収集されているが、それらの中でも「うるま」に該当する言及は無い。ようやく『琉球説略』（1877年）に「琉球古云宇留間島 起於日本西海道薩摩国之南百四十里海中」とあるが、すでに明治政府により日清修好条規が結ばれ、日本国内の情報も広まった段階であった。
20世紀に入り、大正時代以降に本土の文人が沖縄の美称として「うるま」と呼ぶようになったことから、沖縄県民の間にも広がるようになる。昭和10年（1935年）には明仁親王の乗馬として宮古馬が選定され、右流間（うるま）と名付けられた。戦後は煙草の銘柄としてうるまが販売され、逆に本土でも沖縄の雅称として有名となり、県民の間にも名称が定着して、ついには地方自治体としてうるま市が誕生する次第となった。
近年は「うるま」の語源は沖縄方言で「珊瑚の島」（「ウル（珊瑚）」「マ（島）」）とされるが、民間語源に過ぎない。
沖縄方言語源説は波照間島の名の由来としての「ハテウルマ」説から始まっている。笹森儀助の『南嶋探験』に「極南端ニアル波照間島ノ義ハ「ハテウルマ」の転語ニシテ古ヨリ我カ国境タルコト其名称ニ依テ明也云々右西氏ノ物語ナリ」とあり、明治26年（1893年）に西常央（長崎県出身、明治中期に八重山役所長や首里役所長）が提唱したのが端緒とされる。
「ハテウルマ」が沖縄古語であるとの前提でそのままこの説が取り入れられ、柳田国男は『海南小記』で「波照間の島はすなわちハテウルマで、うるまの島々の南の果て、の意味であろうということだ」とし、宮良當壯は『南島叢考』で「『ウル』は海石（珊瑚石）或いはその砕けた砂礫をいい『マ』は島の『マ』と同じく場所を表すのであろうと思われるから、ハテウルマは日本の端の砂礫からなる島と云う意味であろう」としていた。
現状の語源説では「ウル」は珊瑚の意味ということが独り歩きしているが、宮良が指摘するように沖縄方言での「ウル」は本来（珊瑚の砕けた）粗砂を意味し、「シマ」が「マ」に変化したという点も言語学上の変遷の根拠に欠ける。また、この「うるま沖縄方言説」は戦前より、伊波普猷、東恩納寛惇らによる本土・沖縄の古典記述を元にした論考で批判を受けていた。
現在「うるま」は沖縄の歴史と文化の独自性を表す言葉として多用されているが、結果として本土の文化との強いつながりを示すこととなった。